# زوريان دوينغا-هوداكوفسكي
زوريان دوينغا-هوداكوفسكي (4 يونيو 1784 - 17 نوفمبر 1825)، وُلد باسم آدم تزارنوكي، عالم في وصف الأعراق البشرية وعالم آثار بولندي. باعتباره من سلافوفيل، أصبح معروفًا بأبحاثه الميدانية في وصف الأعراق البشرية ونظرياته حول السلاف القدماء، والتي لم تقنع الأكاديميين ولكنها أثرت على الحياة الثقافية البولندية. طوال معظم حياته، سافر في الريف دون أي أموال، وجمع الأغاني الشعبية وغيرها من المواد.
أسس هوداكوفسكي العديد من الموضوعات التي أصبحت بارزة في الرومانسية البولندية، ولا سيما الازدواجية بين الثقافة السلافية الأصلية والثقافة اللاتينية المستوردة. ألهم أسلوب حياته كمسافر بلا مأوى الأساطير وظهر كشخصية في الأعمال الأدبية من القرن التاسع عشر. جادل هوداكوفسكي علنًا بأن تنصير السلاف كان خطأ ووصف نفسه سرًا بأنه وثني. يُعرف بأنه رائد في العقيدة البولندية الأصلية.

## حياته وعمله
ولد آدم تزارنوكي في 4 يونيو 1784 في بودهاجنيغ بالقرب من نياسفيزه، التي كانت آنذاك جزءًا من دوقية ليتوانيا الكبرى. كان ينتمي إلى عائلة نبيلة بولندية فقيرة وأجبر على الخدمة العسكرية، لكنه انشق عن الجيش الروسي وانضم إلى جيش دوقية وارسو وشارك في حرب 1812 إلى جانب نابليون. غير اسمه إلى زوريان دوينغا-هوداكوفسكي بعد هزيمة نابليون.
كان هوداكوفسكي سلافوفيليًا واتخذ اسمًا تردد صداه مع اهتمامه بالتاريخ والثقافة السلافية. اتبع اهتمامه بوصف الأعراق البشرية النماذج التي وضعتها جمعية أصدقاء التعلم في أوائل القرن التاسع عشر، والتي درست التراث الشعبي وأصبحت مركز الحركة السلافية في بولندا. افترض منظّرها الرئيسي ستانيساو ستاسيتش في كتابه الصادر عام 1815 (أفكار حول التوازن السياسي في أوروبا) أن الثقافات اليونانية والرومانية والجرمانية والسلافية القديمة كانت متفوقة على الأمم المسيحية التي خلفتها.
في عام 1813 أو 1814، بدأ هوداكوفسكي بالسفر لجمع الأغاني الشعبية وغيرها من المواد الفولكلورية من المناطق الريفية على أمل العثور على آثار للثقافة السلافية القديمة. سمحت له منحة دراسية من آدم ييرزي تشارتوريسكي بإجراء دراسات في وصف الأعراق البشرية في بولندا الصغرى منذ سبتمبر 1817 وحتى يونيو 1818. افتقر إلى منهجية صارمة لهذه الدراسات، لكنه واصل تكريس معظم حياته للبحث الميداني في وصف الأعراق البشرية والدراسات الأثرية، حيث زار سدمارة، وتشيستوخوفا، وتشوسيني، وليلو، وبيليكا، وسكالا، وكراكوف، وبرزيميسل، ولفيف، وبوتيليكز، وجوفكفا، وهورودوك. كان في كثير من الأحيان بلا مأوى ودون أي أموال أثناء أسفاره. جمع عددًا كبيرًا من الأغاني الشعبية التي لم تُنشر خلال حياته.
في عام 1818، نشر هوداكوفسكي كتيبًا بعنوان على الأراضي السلافية قبل المسيحية عرض فيه وجهات نظره حول التاريخ والثقافة السلافية. لم تلق نظرياته قبولًا جيدًا من قبل الأكاديميين ولكنها أثرت على الروائيين والفنانين والوثنيين الجدد. يعتقد هوداكوفسكي أن السلاف نشأوا في الهند وهاجروا إلى أوروبا في القرن السادس. استخدم كلمة بولندية تعني في مكان آخر دليلًا لغويًا على فرضية وطنه الهندي. اعتقد أنه كانت هناك دائمًا لغة وثقافة سلافية موحدة تتميز «بروح الاستقلال» التي رغب في رؤيتها أساسًا للثقافة الوطنية المستقبلية. قال إنه يمكن تحقيق ذلك من خلال الجمع الواعي ودراسة مواد التراث الشعبي. لقد جادل علنًا بأن تنصير الشعوب السلافية كان خطًا، وهو أمر لم يفعله أحد في أوروبا الوسطى منذ القرن الخامس عشر. في رسائل سرية وصف نفسه بأنه وثني. توفي في محافظة تفير في 17 نوفمبر 1825.

## الإرث
أثرت رؤية هوداكوفسكي للسلاف الأوائل باعتبارهم ديمقراطيين أوليين على المؤرخ والسياسي اليساري يواكيم ليليويل، الذي وافق على أن الديانة السلافية القديمة، التي فسرها ليليويل على أنها توحيدية، اعتبِرت نموذجًا جيدًا للتقدمية في القرن التاسع عشر.